# Abrus madagascariensis
Abrus madagascariensis, vrsta cvjetnice iz porodice mahunarki. Izvorni areal ove vrste je sjeverni i zapadni Madagaskar. Penjačica je i prvenstveno raste u sezonski suhim tropskim biomima.
Opisana je u Notulae Systematicae. Herbier du Museum de Paris 14(3): 174–175. 1951.